# Petru Kuki
Petru Kuki (n. 22 mai 1955, Satu Mare, România) este un scrimer român specializat pe floretă, vicecampion mondial în anul 1981 și laureat cu bronz european în același an.

## Carieră
Petru Kuki a început să practice scrima la CSȘ Satu Mare sub îndrumarea antrenorilor Alexandru Csipler și Ștefan Haukler. Din 1974 până în 1975 a fost pregătit de Iuliu Falb la IEFS București, unde urma studii de educație fizică. În timpul acestei perioadă a câștigat Campionatul Mondial pentru tineret de două ori succesiv. Apoi s-a transfer la CSA Steaua sub conducerea lui Iosif Zilahy.
A participat la trei ediții ale Jocurilor Olimpice: Montreal 1976, Moscova 1980 și Los Angeles 1984. A fost de șapte ori campion a României din 1974 până la 1984. Pentru realizări sale a fost numit Maestru al sportului în 1971 și Maestru emerit al sportului în 1981.
După ce s-a retras din competiție a devenit arbitru internațional și antrenor la CSA Steaua. Printre elevii săi a fost Romică Molea, vicecampion mondial de tineret în 1986.

## Legături externe
Materiale media legate de Petru Kuki la Wikimedia Commons
- Petru Kuki la Comitetul Olimpic și Sportiv Român (arhivat)
- en  Prezentare Arhivat în 5 aprilie 2015, la Wayback Machine. la Confederația Română de Scrimă
- en Petru Kuki la Olympedia.org